# Карл Эмиль Бранденбургский
Ка́рл Эми́ль Бранденбу́ргский (нем. Karl Emil von Brandenburg), или Ка́рл Эми́ль, курпринц Бранденбу́рга (нем. Karl Emil Kurprinz von Brandenburg; 16 февраля 1655, Берлин, курфюршество Бранденбург — 7 декабря 1674, Страсбург, имперский город Страсбург) — принц из дома Гогенцоллернов, сын бранденбургского курфюрста Фридриха Вильгельма I, курпринц Бранденбурга.

## Биография

### Ранние годы
Родился в Берлине 16 февраля 1655 года. Он был вторым сыном и вторым ребёнком в первом браке Фридриха Вильгельма I, курфюрста Бранденбурга с Луизой Генриеттой Оранской, принцессой из дома Нассау. По отцовской линии принц приходился внуком Георгу Вильгельму, курфюрсту Бранденбурга, герцогу Пруссии и Елизавете Шарлотте Пфальцской, принцессе из дома Виттельсбахов. По материнской линии он был внуком Фредерика Генриха, штатгальтера Нидерландов и Амалии фон Сольмс-Браунсфельс, графини из дома Сольмсов. Старший брат принца — Вильгельм Генрих умер до его рождения, прожив всего два года. Затем в течение ряда лет у матери принца было несколько неудачных беременностей. Сразу после рождения Карл Эмиль получил титул курпринца.
Наследный принц имел приятную внешность и крепкое телосложение. Обладал энергичным мужским характером. Из всех занятий Карл Эмиль предпочитал военное дело и охоту. Он любил оружие. Когда учителям требовалось наказать курпринца, то единственным средством повлиять на его поведение была угроза забрать у него меч на насколько дней.

### Участие в войне
12 января 1670 года Карл Эмиль возглавил Радзивилский пехотный полк. В 1674 году, во время Голландской войны, бранденбургская армия под командованием курфюрста вторглась в Эльзас, где, вместе с союзниками, воевала против армии французского королевства. Фридрих Вильгельм I взял курпринца с собой на войну. Карл Эмиль с энтузиазмом воспринял своё участие в военном походе. Однако прямому сражению с противником, главнокомандующий антифранцузской коалицией генерал-фельдмаршал Александр де Бурнонвиль предпочёл манёвры.
С наступлением холодной влажной осени и проблем с чистой питьевой водой численность бранденбургской армии начала сокращаться из-за болезней, нередко со смертельным исходом, среди солдат и офицеров. Тем не менее, Карл Эмиль продолжал сохранять энтузиазм. С большим усердием он участвовал в работах по укреплению военного лагеря.

### Смерть
Курпринц заболел в конце ноября. Когда бранденбургская армия вошла в Страсбург, здоровье его ухудшилось. После семи дней в состоянии растущей лихорадки, 7 декабря 1674 года Карл Эмиль умер. Причиной смерти врачи констатировали дизентерию. Останки принца были принесены в Берлин и похоронены в усыпальнице в кафедральном соборе.